# Boromir
Boromir (ur. w 2978, zm. w 3019 roku Trzeciej Ery) – postać ze stworzonej przez J.R.R. Tolkiena mitologii Śródziemia.
Był człowiekiem, a dokładniej Dúnadanem z Gondoru, starszym synem namiestnika Gondoru Denethora II i Finduilas oraz bratem Faramira. Należał do grupy dziewięciu członków Drużyny Pierścienia.

## Życiorys
Kierował się dobrem swego kraju. Uwielbiany w swej ojczyźnie, szlachetny i dumny, był jednym z wielkich wodzów Gondoru, następcą Denethora II, cenionym w Gondorze i Rohanie.
Urodził się w 2978 roku. Matka Boromira – Finduilas – zmarła młodo, gdy miał 10 lat. Od młodości pasjonowała go walka i broń, w przeciwieństwie do Faramira, który miał zamiłowanie do nauki. Boromir wspierał swojego brata i bronił przed gniewem ojca, faworyzującego następcę. Jako najstarszy syn Namiestnika nosił Róg Gondoru.
Boromir dowodził obroną Osgiliath przed armiami Saurona latem 3018 roku. Dzięki jego obronie mostu w Osgiliath Nazgûle zmierzające do Shire zostały na pewien czas zatrzymane, co dało hobbitom więcej czasu w podróży. Następnie udał się do Rivendell, by znaleźć wyjaśnienie snu, który wcześniej kilkakrotnie przyśnił się jego bratu i raz jemu samemu. Denethor wysłałby zapewne Faramira, lecz Boromir sam pragnął wyruszyć; Denethor z niechęcią wyraził na to zgodę.
Zagadkowy sen:
Znajdź miecz, który był złamany,

Imladris kryją go jary.

Tam lepsza znajdzie się rada

Niźli Morgulu czary.

Tam też się znak ukaże,

Że bliska już jest godzina…

Lśni zguba Isildura –

Niziołek się nie ugina.
Dotarł na miejsce po studziesięciodniowej podróży. Wziął udział w Naradzie u Elronda, gdzie proponował, aby Pierścień, jako broń w walce z Mordorem, trafił do jego ojczyzny i ułatwiał zwycięstwa w bitwach. Podczas dyskusji nie zmienił swego zdania. Został członkiem Drużyny Pierścienia.
Wraz z Drużyną przeszedł przez krainy, o których w Gondorze zapomniano lub wiedziano niewiele. W Lothlórien na pożegnanie otrzymał od Galadrieli złoty pas. Na Amon Hen pragnął przekonać Froda do skierowania się do Minas Tirith, następnie skuszony przez Jedyny Pierścień bezskutecznie próbował go przejąć.
Niedługo potem poległ broniąc w pojedynkę Merry’ego i Pippina, śmiertelnie zraniony strzałami Uruk-hai wysłanych przez Sarumana na poszukiwanie Pierścienia. Aragorn, Legolas i Gimli złożyli jego ciało w łodzi, którą spuścili Anduiną. Trzy dni później łódź zobaczył Faramir. Śmierć Boromira przyczyniła się do szaleństwa Denethora II i utraty przez niego nadziei na zwycięstwo.
Imię Boromir jest formą mieszaną quenyi oraz sindarinu i oznacza Wierny klejnot.

## Ekranizacje
W pierwszej, animowanej ekranizacji Władcy Pierścieni autorstwa Ralpha Bakshiego wygląd Boromira został całkowicie zmieniony. Jego rogaty hełm, broda i strój nie miały nic wspólnego z rycerzem Gondoru opisanym przez Tolkiena.
W trylogii filmowej Władca Pierścieni Petera Jacksona postać Boromira odgrywał Sean Bean, który początkowo starał się o rolę Aragorna. Sean przyjął rolę Boromira, bo jak sam mówił – Boromir jest postacią dobrą – i chciał dla odmiany zagrać dobrego bohatera. Wcześniej był znany głównie z ról złoczyńców.
W adaptacji Jacksona Boromir ginie od strzał Lurtza, dowódcy Uruk-hai, podczas gdy w książce cała gromada orków strzela w niego i zabija. Wiele scen z udziałem Boromira znajduje się w rozszerzonej wersji Drużyny Pierścienia, a w Dwóch wieżach – scena jego przemówienia do swoich żołnierzy na murach zdobytego Osgiliath.